# Du schönste aller Rosen
Du schönste aller Rosen (títol en anglés Valencia) és una pel·lícula muda alemanya dirigida per Jaap Speyer amb María Dalbaicín, Dorothea Wieck i Oscar Marion. va rodar-se als Emelka Studios de Múnic en 1927.

## Repartiment
- María Dalbaicín - Valencia, Blumenverkäuferin
- Dorothea Wieck - Nicolessa
- Oscar Marion - Hans Joachim Nissen
- Johannes Riemann - Carlos Galiano, Klavierspieler
- Jean Murat - Conte Alfonso de Padilla
- Carl Walther Meyer - Rudolf Wallner, Matrose
- Hermann Pfanz - Anselmo Zamora
- Lina Meittinger - Rosina, seine Frau
- Maria Forescu - Valencias Wirtin